# Рукавишников, Григорий Михайлович
Григорий Михайлович Рукавишников (ок. 1788 — не ранее 1836) — российский купец, основатель рода нижегородских Рукавишниковых.

## Биография
Большинство исследователей считают, что первые представители рода поселились в Балахне в XVI или XVII веках. Все они занимались торговлей солью или её добычей. Один из них, Михаил Андреянович, был около десяти лет — с 1776 по 1783 год — бургомистром Балахнинского магистрата. В 1800 году его вдова с четырьмя сыновьями переехала в Нижний Новгород; одним из сыновей был Григорий Михайлович Рукавишников, родившийся около 1788 года. Происходил из местности Красная Рамень Семёновского уезда (соседнем с Балахнинским уездом) Нижегородской губернии, среди которых был развит кузнечный промысел. Это определило направление его деятельности. Вслед за переездом Макарьевской ярмарки в Нижний Новгород, он купил здесь 3 лавки в «Железном ряду». Через 5 лет, в 1822 году у него, купца третьей гильдии, уже было 6 лавок. Кроме этого, в 1822 году он основал «стальной завод» в Кунавинской слободе Нижнего Новгорода.
В 1836 году был награждён шейной золотой медалью от Департамента мануфактур и внутренней торговли.

## Семья
В 1816 году в исповедной росписи Успенской церкви на Ильинской улице, где Рукавишников купил в 1812 году дом с садом, была отмечена его семья из четырёх человек; в росписи 1824 года была указана уже семья из восьми человек: Григорий Михайлович Рукавишников, его жена Екатерина Яковлевна и дети — Аполлинарий, Михаил, Елизавета, Глафира, Евпраксия, Александра; кроме них «на исповеди были также мать Григория Анна Фёдоровна 66 лет, тёща Анна Петровна 57 лет и сестра его Елена Михайловна». В конце 1820-х годов для большой семьи было приобретено большое домовладение на Рождественской улице, где его сын впоследствии выстроил доходный дом с магазинами на первом этаже.